# سو موجي
سو موجي (باليابانية: 茂木 秀) (15 يناير 1999 في كاناغاوا في اليابان – )؛ هو لاعب كرة قدم سابق كان يلعب كحارس مرمى.

## وصلات خارجية
- سو موجي على موقع رابطة كرة القدم اليابانية للمحترفين (اليابانية)
- سو موجي على موقع إي إس بي إن إف سي (الإنجليزية)
- سو موجي على موقع قاعدة بيانات كرة القدم.إي يو (الإنجليزية)
- سو موجي على موقع Soccerbase.com (لاعب) (الإنجليزية)
- سو موجي على موقع Soccerway.com (الإنجليزية)
- سو موجي على موقع عالم كرة القدم.نت (الإنجليزية)